# Discografia de Saber Tiger
Esta é a discografia do Saber Tiger, uma banda japonesa de Heavy Metal de Sapporo, Hokkaido. A banda já lançou, até o momento, dez álbuns de estúdio, cinco coletâneas, dois videoclipes, quatorze demos, um álbum ao vivo, dois Extended Plays (EP) e dois singles.
A banda foi formada em 1981, pelo guitarrista Akihito Kinoshita, após a sua saída da banda Hard Shock. Depois do lançamento de três álbuns por uma gravadora independente, a banda tinha o que parecia ser uma separação temporária. No entanto, Kinoshita trabalhou em torno disto e assinou um grande contrato com a Tokuma Japan Communications. Em 1997, o  grande álbum de estreia do Saber Tiger, Project One, empurrou a banda para a frente da cena do metal japonês florescente. O álbum é, essencialmente, um álbum solo de Kinoshita, com músicos famosos convidados; o vocalista Ron Keel (ex-Steeler e Keel), o baixista Naoto Shibata (Anthem), e o baterista Hirotsugu Honma (ex-Ezo e Loudness).
A banda, em seguida, passou a gravar e lançar três álbuns de sucesso (assim como alguns outros), enquanto oficialmente foi reformada com Takenori Shimoyama nos vocais, Tomohiro sanpei no baixo, e Yoshio Isoda na bateria.
Trabalhando juntos, eles produziram mais dois álbuns, Paragraph 3 - Museum e Brain Drain.
Em 2001, a banda fez seu primeiro lançamento em sua nova gravadora VAP, nomeando, simplesmente, o álbum de Saber Tiger. Com a VAP eles continuariam lançando F.U.S.E., The History of the New World, e o single "Eternal Loop". Os álbuns Paragraph 3 e The History of the New World tiveram suas músicas de assinatura regravadas, com uma nova formação da banda e com um som mais pesado e orientado. Eles também lançaram um álbum ao vivo chamado Live 2002 Nostalgia, em CD e DVD. Em 2010, a banda anunciou o reencontro com os ex-membros Takenori Shimoyama (vocal), Yasuharu "Machine" Tanaka (guitarra) e Tomohiro Sanpei (baixo), e com Yasuhiro Mizuno como seu novo baterista. Eventualmente, Takanobu Kimoto (ex-Double Dealer e Concerto Moon) substituiu Sanpei no baixo. Eles começaram a trabalhar no novo álbum, em um estúdio da sua cidade natal de Sapporo. O álbum Decisive foi lançado em 3 de agosto de 2011, e foi seguido por uma turnê.

## Discografia

### Álbuns de estúdio
| 1992                                                 | Invasion - Lançado: 21 de abril de 1992 - Selo: Tusk Force (TFCD-1402) - Formato: CD                    | —   |
| 1994                                                 | Agitation - Lançado: 25 de agosto de 1994 - Selo: Future Force (FFCD-1603) - Formato: CD                | —   |
| 1995                                                 | Timystery - Lançado: 25 de outubro de 1995 - Selo: Future Force (FFCD-1704) - Formato: CD               | —   |
| 1997                                                 | Project One - Lançado: 5 de fevereiro de 1997 - Selo: Tokuma Communications (TKCF-40001) - Formato: CD  | —   |
| 1998                                                 | Brain Drain - Lançado: 21 de fevereiro de 1998 - Selo: Tokuma Communications (TKCF-40007) - Formato: CD | —   |
| 2001                                                 | Saber Tiger - Lançado: 24 de janeiro de 2001 - Selo: VAP (VPCC-81355) - Formato: CD                     | 81  |
| 2002                                                 | F.U.S.E. - Lançado: 13 de março de 2002 - Selo: VAP (VPCC-81423) - Formato: CD                          | 84  |
| 2005                                                 | Indignation - Lançado: 26 de janeiro de 2005 - Selo: VAP (VPCC-81499) - Formato: CD                     | 236 |
| 2011                                                 | Decisive - Lançado: 3 de agosto de 2011 - Selo: Edge Trax (YZSS-30001) - Formato: CD                    | 64  |
| 2012                                                 | Messiah Complex - Lançado: 28 de dezembro de 2011 - Selo: Edge Trax (YZSS-30005) - Formato: CD          | 69  |
| "—" denota lançamentos que não entraram nas paradas. | |     |

### Álbuns ao vivo
| Ano  | Detalhes do álbum                                                                                                  |
| ---- | --- |
| 2003 | Live 2002 Nostalgia - Lançado: 23 de abril de 2003 - Selo: VAP CD (VPCC-81459) DVD (VPBQ-19010) - Formato: CD, DVD |

### Compilações
| 1991                                                 | Paragraph - Lançado: 1 de Maio de 1991 - Selo: Tusk Force (TFCD-1301) - Formato: CD                             | —  |
| 1994                                                 | Paragraph 2 - Lançado: 23 de abril de 1994 - Selo: Future Force (FFCD-1501) - Formato: CD                       | —  |
| 1998                                                 | Paragraph 3 - Museum - Lançado: 23 de setembro de 1998 - Selo: Tokuma Communications (TKCF-40017) - Formato: CD | —  |
| 2001                                                 | The History of the New World - Lançado: 21 de fevereiro de 2001 - Selo: VAP (VPCC-84147) - Formato: CD          | —  |
| 2011                                                 | Paragraph IV - Lançado: 28 de dezembro de 2011 - Selo: Edge Trax (YZSS-30003) - Formato: CD                     | 72 |
| "—" denota lançamentos que não entraram nas paradas. | |    |

### EPs
| Ano  | Detalhes do álbum                                                                                                  |
| ---- | --- |
| 1986 | Rise - Lançado: 29 de abril de 1986 - Selo: Fasten Up Records (FASTEN 003E) - Formato: Vinil                       |
| 1987 | Crush & Dush - Lançado: 25 de fevereiro de 1987 - Selo: Fasten Up Records 12 SABER-1 (FASTEN 005) - Formato: Vinil |

## Singles
| 2001                                                 | Eternal Loop - Lançado: 21 de novembro de 2001 - Selo: VAP (VPCC-82157) - Formato: Mini-CD | —   |
| 2012                                                 | Hate Crime - Lançado: 8 de agosto de 2012 - Selo: Edge Trax (YZSS-7003) - Formato: Mini-CD | 122 |
| "—" denota lançamentos que não entraram nas paradas. |                                                                                            |     |

## Vídeos Musicais
| Ano  | Canção           | Informações adicionais                                                               |
| ---- | ---------------- | ------------------------------------------------------------------------------------ |
| 2011 | "Angel Of Wrath" | Lançado para o álbum Decisive, em 2011.                                              |
| 2011 | "Misery"         | Versão "orquestra" da canção Misery. Lançado em 2011, para a coletânea Paragraph IV. |

## Trilhas sonoras
A banda teve uma de suas canções incluída em uma trilha sonora:
| Canção         | Ano  | Álbum                             |
| -------------- | ---- | --------------------------------- |
| "Eternal Loop" | 1992 | trilha sonora para Hajime no Ippo |

## Demos
| Ano  | Detalhes do álbum                                                   |
| ---- | ------------------------------------------------------------------- |
| 1983 | Saber Tiger I - Lançado: 1983 - Formato: Cassete                    |
| 1983 | Final Concert - Lançado: 1983 - Formato: Cassete                    |
| 1984 | Saber Tiger II - Lançado: 1984 - Formato: Cassete                   |
| 1985 | Saber Tiger III - Lançado: 1985 - Formato: Cassete                  |
| 1985 | Saber Tiger IV: Maboroshi & Tusk - Lançado: 1985 - Formato: Cassete |
| 1986 | Saber Tiger V - Lançado: junho de 1986 - Formato: Cassete           |
| 1987 | Rise - Lançado: 21 de dezembro de 1987 - Formato: Cassete           |
| 1988 | Saber Tiger VI - Lançado: 29 de abril de 1988 - Formato: Cassete    |
| 1988 | Saber Tiger VII - Lançado: 6 de junho de 1988 - Formato: Cassete    |
| 1989 | Live Li-Hood - Lançado: 21 de maio de 1989 - Formato: Cassete       |
| 1990 | Saber Tiger VIII - Lançado: 25 de abril de 1990 - Formato: Cassete  |
| 1992 | Live-Studio-Live - Lançado: abril de 1992 - Formato: Cassete        |
| 1988 | Demo '99 - Lançado: abril de 1999 - Formato: Cassete                |
| 1989 | Demo '99-2 - Lançado: junho de 1999 - Formato: Cassete              |